# Rodrigo Bellot
Rodrigo Bellot (Santa Cruz de la Sierra, 4 d'octubre de 1981 -6 novembre 2024) és un cineasta, guionista, productor i director de teatre bolivià.

## Biografia
Va formar part l'elenc de Casateatro durant quatre anys. En 1997, se'n va anar als Estats Units per a estudiar Cinema i Arts Visuals a l’Ithaca College, dNova York, on va realitzar el seu primer curtmetratge, Forlorn (Solo), guanyador de dos premis als festivals de Rochester i Miami. El seu tercer curt, Destierro, va ser nominat a un premi per l'Acadèmia d'Arts Cinematogràfiques dels Estats Units. Poc després va filmar la seva òpera, Dependencia sexual, estrenada el 2003, camb un grup de joves actors, com Pablo Fernández i Carlos Rocabado. Amb aquesta cinta, Bellot va guanyar premis i reconeixements en els festivals de Locarno, Santa Cruz de la Sierra, Montevideo, Seúl, Providence, San Francisco y Gran Canaria.
Anys després, sota la producció de l'escola de cinema La Fàbrica, va llançar el seu segon llargmetratge ¿Quién mató a la llamita blanca?, que es va convertir en un gran èxit de públic.
Bellot és obertament homosexual i diverses de les seves pel·lícules exploren temàtiques LGBT, específicament Perfidia (2009), Tu me manques (2019) i Blood-Red Ox (2022).

## Filmografía
- Forlorn (1998) Curtmetratge
- Dysfunctional (1999) Curtmetratge
- Destierro (2000) Curtmetratge
- Sexo (2000) Curtmetratge
- Dependencia sexual (2003)
- ¿Quién mató a la llamita blanca? (2007)[5]
- Perfidia (2009)[6]
- Refugiados (2013) Curtmetratge
- Unicornio (2014) Curtmetratge
- Tu me manques (2019)[7]
- Buey rojo sangre (2022)